# Young Buffaloes FC
Der Young Buffaloes Football Club ist ein Fußballverein aus Mbabane, Eswatini. Aktuell spielt der Verein in der höchsten Liga des Landes, der Premier League (Eswatini).

## Geschichte
Der Verein wurde 1985 als Young Buffaloes Football Club gegründet.

## Erfolge
- Premier League: 2010, 2020
- Swazi Cup: 2017, 2018, 2019

## Stadion
Der Verein trägt seine Heimspiele im Mavuso Sports Centre in Manzini aus. Das Stadion hat ein Fassungsvermögen von 5000 Personen.

## Trainerchronik
| Trainer        | Nation   | von         | bis         |
| -------------- | -------- | ----------- | ----------- |
| Dominic Kunene | Eswatini | August 2012 | Januar 2020 |